# Uspeniwka (rejon połohowski)
Uspeniwka (ukr. Успенівка) – wieś na Ukrainie, w obwodzie zaporoskim, w rejonie połohowskim. W 2001 liczyła 1422 mieszkańców.